# Lycaena theages
Lycaena theages är en fjärilsart som beskrevs av Brusio. Lycaena theages ingår i släktet Lycaena och familjen juvelvingar. Inga underarter finns listade i Catalogue of Life.